# Anthony D'Esposito
Anthony P. D'Esposito, né le 22 février 1982 à Island Park, est un homme politique américain. Membre du Parti républicain, il représente le quatrième district congressionnel de New York à la Chambre des représentants des États-Unis de 2023 à 2025. Sa victoire aux élections de mi-mandat de 2022 est considérée comme un bouleversement majeur, contribuant à l'étroite majorité républicaine à la chambre basse lors du 118e congrès. Il est cependant battu lors des élections de 2024.

## Carrière policière
Avant d'entrer en politique, D'Esposito est officier de police au sein de la 73e brigade de détectives du NYPD à partir de 2006 et y travaille jusqu'à sa retraite en 2020. 
Au cours de sa carrière policière, D'Esposito reçoit quatre plaintes pour force excessive. Pour l'une d'entre elles, il a été recommandé que des accusations soient portées contre lui. Il est également réprimandé à deux reprises par sa hiérarchie. En 2007, pour avoir travaillé comme DJ et servi de l'alcool dans une boîte de nuit sans autorisation de son service. Ensuite, en 2015, pour avoir omis de sécuriser son arme à feu après que celle-ci soit volée dans une voiture.

## Conseil municipal de Hempstead
D'Esposito est nommé conseiller municipal du conseil municipal de Hempstead, en 2016. L'année suivante, il remporte un mandat complet,. Il siège au conseil jusqu'en 2023.

## Chambre des représentants des États-Unis

### Élections

#### 2022
Après sa victoire lors de l'élection primaire républicaine de 2022 sans opposition, D'Esposito affronte l'ancienne superviseure de la ville de Hempstead, Laura Gillen, aux élections générales. D'Esposito présente la course comme un référendum sur la sécurité publique et les questions de coût de la vie. 
D'Esposito bat Gillen avec 51,8 % des voix.  Certains analystes attribuent sa victoire à la performance du candidat au poste de gouverneur Lee Zeldin,.  

### Mandat
En janvier 2023, D'Esposito devient le premier représentant républicain en exercice à demander la démission du représentant George Santos à la suite de révélations sur les fausses déclarations biographiques par l'élu.  Le bureau de D'Esposito aurait aidé avec  un certain nombre d'électeurs voisins du 3e district représenté par Santos, car ceux-ci auraient refusé de travailler avec le bureau de Santos. Le 7 mars 2023, D'Esposito a présenté la loi No Fortune for Fraud Act, une législation qui modifierait les règles de la Chambre pour interdire aux membres d'être payés pour leur statut de célébrité s'ils sont inculpés de crimes financiers ou de fraude. Santos, qui fait l'objet d'une enquête pour fraude et falsification de chèques au Brésil, n'est pas directement nommé dans la législation, mais D'Esposito a déclaré qu'il était "une inspiration" pour celle-ci. 
D'Esposito soutient Kevin McCarthy lors de l'élection du président de la Chambre en 2023. 
Candidat à un second mandat lors des élections du 5 novembre 2024, il est battu par la démocrate Laura Gillen qui l'emporte avec 51,07 % des voix.

### Adhésion au caucus
- Republican Governance Group
- Republican Main Street Partnership
- Congressional Hispanic Conference[16]

## Vie privée
D'Esposito est d'ascendance italienne et portoricaine,. Il est catholique.